# Elecciones presidenciales de Georgia de 2008
Las elecciones presidenciales de Georgia de 2008 tuvieron lugar el 5 de enero del mencionado año para elegir al Presidente de Georgia del mandato 2008-2013. Fueron adelantadas varios meses por el gobierno de Mijeíl Saakashvili, que renunció en medio de las masivas protestas contra su gobierno en 2007. Saakashvili mismo dimitió como presidente, siendo reemplazado por Nino Burjanadze interinamente, para que las elecciones pudieran adelantarse, y volvió a presentarse como candidato del Movimiento Nacional Unido (ENM). Su principal oponente fue el líder conservador Levan Gachechiladze, bajo una amplia coalición de centroderecha conocida como Consejo Nacional Unido.
Un referéndum sobre cuándo celebrar las elecciones legislativas se celebró en la misma fecha que los comicios. El 26 de noviembre de 2007, la oficina del Presidente anunció que Georgia celebraría otro referéndum simultáneo sobre la pertenencia a la OTAN.
El presidente Saakashvili fue declarado ganador con el 54.73% de los votos en medio de acusaciones de fraude electoral por parte de la oposición georgiana. Los observadores internacionales, en cambio, dieron la bienvenida a las elecciones como "la primera elección presidencial auténticamente competitiva" en la historia de Georgia, y dijeron que, aunque se observaron irregularidades, los comicios generalmente cumplieron con los estándares democráticos internacionales.

## Candidaturas
Badri Patarkatsishvili, un hombre de negocios que hizo una fortuna en Rusia, anunció que sería candidato el 10 de noviembre de 2007; el gobierno acusó a Patarkatsishvili de planear un golpe respaldado por Rusia. Los partidos de oposición declararon que nominarían a un solo candidato para las elecciones, lo que sería una "gran sorpresa" para todos, tendría una "gran oportunidad de ganar las elecciones" y que no sería Patarkatsishvili; ni el exministro de Defensa, Irakli Okruashvili; ni la activista Tina Khidasheli. El 12 de noviembre, los partidos de la oposición nominaron al diputado Levan Gachechiladze, quien estuvo a la vanguardia de las protestas de 2007, como su candidato común para las elecciones. El Partido Laborista Georgiano presentó a su líder Shalva Natelashvili como candidato en lugar de apoyar a Gachechiladze. El partido Nuevas Derechas también se distanció de la coalición opositora y presentó a Davit Gamkrelidze. Saakashvili fue nominado como candidato de su partido el 23 de noviembre, y dimitió como presidente el 25 de noviembre. Irina Sarishvili-Chanturia, líder del Partido de la Esperanza, fue la única mujer en presentarse como candidata.
Veintidós ciudadanos de Georgia expresaron su voluntad de postularse para las elecciones. Según el código electoral georgiano, cada uno de ellos debía presentar al menos 50,000 firmas de simpatizantes para ser registrados por la Comisión Electoral Central como candidatos oficiales. En total, trece candidatos presentaron firmas, pero solo siete fueron reconocidos por la Comisión Electoral Central (CEC) como elegibles para postularse para la presidencia:
| Candidato | Candidato                  | Partido | Partido                           |
| --------- | -------------------------- | ------- | --------------------------------- |
|           | Mijeíl Saakashvili         |         | Movimiento Nacional Unido (ENM)   |
|           | Levan Gachechiladze        |         | Consejo Nacional Unido (UNC)      |
|           | Badri Patarkatsishvili     |         | Candidato independiente           |
|           | Shalva Natelashvili        |         | Partido Laborista Georgiano (SLP) |
|           | Davit Gamkrelidze          |         | Nuevas Derechas (AM)              |
|           | Gia Maisashvili            |         | Partido del Futuro (FP)           |
|           | Irina Sarishvili-Chanturia |         | Partido de la Esperanza (HP)      |

## Campaña y controversias
A fines de diciembre, Patarkatsishvili, que había comprometido su apoyo financiero a los mítines de noviembre, se vio envuelto en una gran controversia. Las autoridades lo acusaron de intentar sobornar a un funcionario electoral para realizar fraude electoral, y publicaron una serie de grabaciones de audio y video de las dos reuniones separadas del alto funcionario georgiano del Ministerio del Interior Erekle Kodua con Patarkatsishvili y el jefe de su campaña Valeri Gelbakhiani. Según estos materiales, Patarkatsishvili estaba tratando de sobornar a Kodua para que participara en lo que los funcionarios georgianos describieron como un intento de golpe de Estado el 6 de enero de 2008, la próxima de las elecciones presidenciales programadas. El plan incluía organizar una manifestación masiva contra el gobierno y "neutralizar" al ministro del Interior, Vano Merabishvili.. Las acusaciones forzaron a Patarkatsishvili a ponerse a la defensiva. Confirmó que se reunió con Kodua en Londres, pero negó que el soborno estuviese relacionado con un supuesto plan golpista y afirmó que su intención era descubrir lo que dijo que eran planes oficiales para manipular las elecciones. También confirmó que le ofreció a Kodua "una gran cantidad de dinero" a cambio de desertar de las autoridades supuestamente para evitar un posible uso de la fuerza por parte del gobierno contra los mítines programados para enero.
El 26 de diciembre de 2007, varios destacados periodistas desertaron de Imedi TV, copropiedad de Patarkatsishvili. Más tarde ese día, la gerencia de la estación de televisión anunció que Imedi TV suspendió temporalmente las transmisiones hasta que no se aclare el "estado legal con respecto a la propiedad" de la estación. "Al hacerlo, nos estamos distanciando de los juegos políticos sucios", dijo Giorgi Targamadze, jefe de los programas políticos de Imedi TV. Los políticos de la oposición que antes estaban aliados con él también hicieron intentos de distanciarse de Patarkatsishvili y condenaron lo que describieron como métodos ilegales utilizados tanto por las autoridades como por "otras fuerzas", aparentemente refiriéndose a Patarkatsishvili. Ante la situación, el 28 de noviembre, Patarkatsishvili anunció que se retiraba de las elecciones, aunque nunca se eliminó oficialmente del registro de candidatos. El 3 de enero, dos días antes de los comicios, hizo saber su arrepentimiento y su retorno a la contienda electoral. En respuesta, su principal funcionario de campaña, Giorgi Zhvania (hermano del difunto primer ministro Zurab Zhvania), renunció, declarando que Patarkasishvili "no tiene la reputación incuestionable que uno esperaría del presidente de un país".
El 28 de diciembre de 2007, Saakashvili prometió llevar a Georgia a la OTAN y restaurar su integridad territorial en su segundo mandato si resultaba reelecto, declarando que entregaría una Georgia unida a su sucesor después del final de su segundo mandato.
El período preelectoral en Georgia también estuvo marcado por la creciente tensión en la separatista Abjasia. A principios de enero de 2008, los medios georgianos informaron de ataques contra personas de etnia georgiana en el distrito de Gali controladas por la administración de facto de Abjasia. Los informes indicaban que los georgianos que vivían en Abjasia estaban siendo intimidados por funcionarios locales abjasios con el fin de evitar que participaran en las elecciones presidenciales de Georgia y que al menos siete casas pertenecientes a georgianos étnicos habían sido incendiadas. Aunque los funcionarios abjasios rechazaron las acusaciones, la presidenta interina  Nino Burjanadze advirtió que se estaban haciendo ciertos intentos para complicar la situación en la zona de conflicto en vísperas de las elecciones.
Poco antes de los comicios, la Organización para la Seguridad y la Cooperación en Europa (OSCE) publicó dos informes provisionales sobre la campaña electoral, diciendo que el "marco legal es generalmente favorable para la celebración de elecciones democráticas en Georgia, si se implementa de buena fe". Sin embargo, expresaron su preocupación por "un entorno altamente polarizado" dentro del espectro político del país, las acusaciones de uso de los recursos administrativos por parte de Saakashvili y la falta de equilibrio en los medios georgianos.

## Encuestas de opinión
La mayor parte de las encuestas de opinión pronosticaban que Mijeíl Saakashvili obtendría una amplia pluralidad, superando por veinte puntos al segundo candidato más votado, pero que no podría evitar una segunda vuelta contra Levan Gachechiladze. El 23 de diciembre de 2007, el pro-oposición Imedi TV anunció que la organización llamada Diálogo para el Desarrollo de la Democracia realizó una investigación de opinión pública entre el 17 de diciembre y el 21 de diciembre. Esta encuesta daba a Gachechiladze una estrecha mayoría simple del 22%, siendo una de las pocas encuestas en la que salía como el candidato más votado en primera vuelta, y la única en la que Badri Patarkatsishvili obtenía más del 15% de los votos. La mayoría de las encuestas decían que más de un 60% de los georgianos que ya habían decidido votar lo harían por Sakaashvili, lo cual jugaba a su favor. Otra encuesta demostró que solo un sector minoritario de la población creía que la elección no sería libre y justa.
Mientras tanto, todas las principales emisoras de televisión nacional planearon realizar sus propias encuestas de salida y encargaron al menos siete grupos de investigación locales.
| Encuestadora | Fecha      | Tamaño |       |       |       |      |      |      |      | Ninguno | Indeciso |
| Encuestadora | Fecha      | Tamaño |       |       |       |      |      |      |      | Ninguno | Indeciso |
| Encuestadora | Fecha      | Tamaño | MS    | LG    | BP    | SN   | DG   | GM   | ISC  | Ninguno | Indeciso |
| BCG          | 21/12/2007 | 13 000 | 36.7% | 9.7%  | 4.7%  | 2.5% | 3.0% | 1.0% | 0.5% | 1.0%    | 29.5%    |
| ACT          | 21/12/2007 | 1.500  | 41.0% | 11.1% | 6.5%  | 3.5% | 2.1% | 0.7% | 0.3% | 2.3%    | 20.6%    |
| Imedi TV     | 23/12/2007 | 2.100  | 20.3% | 22.1% | 19.1% | 6.5% | 4.9% | 1.1% | 0.2% | –       | 21.7%    |
| ACT          | 03/01/2008 | –      | 42.0% | 19.0% | 11.0% | 5.0% | 4.0% | 1.0% | 0.5% | 2.0%    | 15.5%    |

## Jornada electoral

### Conducta
Además de los observadores locales, veitninueve organizaciones internacionales o extranjeras (incluidas la Organización para la Seguridad y Cooperación en Europa, la Asamblea Parlamentaria del Consejo de Europa y el International Crisis Group) enviaron observadores a monitorear las elecciones. Temprano el día de las elecciones se abrieron todas las mesas electorales con la excepción del pueblo de las tierras altas de Shatili, donde las fuertes nevadas frustraron el proceso.

### Encuestas de salida
Los primeros resultados de la encuesta de salida fueron contradictorios. Según una encuesta encargada por cuatro estaciones de televisión (Emisora Pública Georgiana, Rustavi 2, Mze y Achara TV) del Instituto Georgiano de Asuntos Públicos (GIPA), la Universidad Estatal Ilia Chavchavadze y dos grupos de expertos: el Instituto del Cáucaso para la Paz, Democracia y Desarrollo (CIPDD) y la Fundación Georgiana para Estudios Estratégicos e Internacionales (GFSIS) (consultada por la Fundación de Iniciativas Democráticas de Ucrania), Mijeíl Saakashvili ganaría con una estrecha mayoría absoluta del 53.5% de los votos, con Levan Gachechiladze en segundo lugar con el 29.1%.
Turnout was 46.4%, according to the latest data. La participación rondaría el 46.4%, según los últimos datos. Veintitrés por ciento de los encuestados, sin embargo, se negó a decir por quién habían votado. La encuesta tenía un margen de error del 2%. También enfatizaron que las cifras eran provisionales, y que no se esperan resultados finales hasta unas pocas horas más tarde.
Según un desconocido hasta ahora think tank ucraniano "Common European Cause", que afirmó haber entrevistado a 10 000 personas en 200 colegios electorales, Gachechiladze ganó la mayoría de los votos (31%), seguido por Saakashvili (24.4%) y Patarkatsishvili (20.3%).
| Encuesta                                              |        |        |       | Otro |
| Encuesta                                              |        |        |       | Otro |
| Encuesta                                              | MS     | LG     | BP    | Otro |
| Encuesta de salida                                    | 53.8%  | 28.3%  | <7%   | <7%  |
| Conteo de votos en paralelo / ISFED                   | 50.8%  | 27.2%  | 7.3%  | <5%  |
| Conteo de votos en paralelo / nGnI                    | 52.09% | 25.74% | 7.23% | <7%  |
| Conteo de votos en paralelo / "Common European Cause" | 24.4%  | 31.0%  | 20.3% | <7%  |

### Resultados
La Comisión Electoral Central declaró que la participación fue del 56,17%, o 1.912.943 votantes. Según lo anunciado por el Comité Electoral Central antes de las 20.00 (16.00 GMT), el 6 de enero, se han resuelto los datos de 2.605 precintos (de 3.512). Saakashvili está a la cabeza con 51.95% de los votos, y Gachechiladze es segundo con 25.14%. En común, Saakashvili ganó en casi todas las regiones y Gachechiladze en Tiflis. Según la Comisión Electoral Central de Georgia, desde el 8 de enero, que ya incluía los votos de más colegios electorales que los informes anteriores, Saakashvili lideraba el conteo con el 52.21%, Gachechiladze lo seguía con solo el 25.26% de los votos. El 9 de enero de 2007, con 98.8% de la boleta contada, Saakashvili tenía 52.21%, lo que significaba que no podía caer por debajo del 50%, lo que daría lugar a una segunda vuelta. Sin embargo, la oposición siguió protestando por el resultado, alegando que se había llevado a cabo fraude electoral y exigiendo una segunda vuelta, y solicitando también la renuncia del jefe de la Comisión Electoral. Badri Patarkatsishvili, un candidato de la oposición, fue acusado posteriormente de intentar organizar un ataque terrorista y planear un golpe.
|  | 54.73 % |

|  | 26.29 % |

|  | 7.27 % |

|  | 6.64 % |

|  | 4.12 % |

|  | 0.79 % |

|  | 0.17 % |

|  | 96.78 % |

|  | 1.67 % |

|  | 1.55 % |

|  | 56.19 % |

|  | 43.81 % |

## Reacciones
Los candidatos de la oposición afirmaron que las elecciones fueron manipuladas y que las encuestas de salida fueron falsas. Los partidarios de Levan Gachechiladze afirmaron estar a la espera de resultados oficiales, pero el propio candidato convocó una reunión el 6 de enero en Tiflis para proteger los verdaderos resultados de las elecciones. El 6 de enero, alrededor de 7-9,000 partidarios de la oposición fueron a Rike Square en Tiflis. Los líderes de la oposición pidieron a sus seguidores que volvieran el 8 de enero y celebraran la victoria de Levan Gachechiladze. Mientras tanto, los observadores electorales de la OSCE y de la UE declararon que las elecciones en general cumplían con los estándares democráticos, pero dijeron que había problemas que debían abordarse. Los observadores occidentales también lo aclamaron como "la primera elección presidencial genuinamente competitiva, que permitió al pueblo georgiano expresar su elección política".
En una entrevista al periódico alemán Frankfurter Rundschau el diplomático alemán Dieter Boden, que era un observador de OSCE en Georgia, fue criticado para haber dicho que las elecciones fueron falsificadas masivamente y que había "manipulaciones groseras, negligentes e intencionales durante el conteo de votos que fueron detectados por nuestros observadores". Habló de una "situación caótica" dentro de la comisión electoral El 10 de enero, sin embargo, el representante de la misión de la Oficina de Instituciones Democráticas y Derechos Humanos de la OSCE en Georgia, Rasto Kuzel, declaró que la OSCE no había cambiado su evaluación generalmente positiva de las elecciones presidenciales del 5 de enero en el país y explicó que: "Las declaraciones publicadas del Sr. Boden no reflejan exactamente lo que él dijo en realidad, y veremos cómo sucedió eso". También agregó que "la entrevista no se publicó por completo. Algunas definiciones se recortaron de la entrevista". El 11 de enero, Boden mismo declaró que "fue el resultado de la mala interpretación del periodista" y dijo que el informe final se publicaría en febrero de 2008.
El 13 de enero de 2008, la mayoría de los partidos de la oposición se unieron en una gran manifestación en el centro de Tiflis exigiendo la realización de una segunda vuelta.